# Syncystis holothuriae
Syncystis holothuriae is een soort in de taxonomische indeling van de Myzozoa, een stam van microscopische parasitaire dieren. Het organisme komt uit het geslacht Syncystis en behoort tot de familie Urosporidae. Syncystis holothuriae werd in 1858 ontdekt door Schneider.